# Parafia św. Wojciecha w Kościelcu (powiat kaliski)
Parafia św. Wojciecha w Kościelcu – rzymskokatolicka parafia położona w północno-wschodniej części powiatu kaliskiego, swoim zasięgiem prawie w całości pokrywa się z terenem gminy Mycielin. Administracyjnie należy do diecezji kaliskiej (dekanat Stawiszyn). 
Przy parafii swoją działalność prowadzą: Eucharystyczny Ruch Młodych, Żywy Różaniec, Grupa modlitwy św. Ojca Pio.

## Proboszczowie po 1945 roku
- ks. Sylwester Żekanowski (1945–1947)
- ks. Franciszek Gołąb (1947–1956)
- ks. Marian Chwilczyński (1956–1957)
- ks. Franciszek Bartczak (1957–1958)
- ks. kanonik Piotr Podsiadły (1958–1988)
- ks. prałat Marian Andrzejewski (od 1988)